# GB D 4/4
| GB D 4/4 SEK Ηγ (Hg) / Ηδ (Hd) | GB D 4/4 SEK Ηγ (Hg) / Ηδ (Hd) | GB D 4/4 SEK Ηγ (Hg) / Ηδ (Hd) | GB D 4/4 SEK Ηγ (Hg) / Ηδ (Hd) | GB D 4/4 SEK Ηγ (Hg) / Ηδ (Hd) | GB D 4/4 SEK Ηγ (Hg) / Ηδ (Hd)                  | GB D 4/4 SEK Ηγ (Hg) / Ηδ (Hd)                  |
| ------------------------------ | ------------------------------ | ------------------------------ | ------------------------------ | ------------------------------ | ----------------------------------------------- | ----------------------------------------------- |
| Bauartbezeichnung:             | D 4/4                          | D 4/4                          | D 4/4                          | D 4/4                          | D 4/4                                           | D 4/4                                           |
| Nummerierung:                  | 101–123                        | 124–127                        | 128–131                        | 128 ab 1907                    | 132–136                                         | 141–145                                         |
| Anzahl:                        | 23                             | 4                              | 4                              | (1)                            | 5                                               | 5                                               |
| Hersteller:                    | Maffei                         | Maffei                         | Maffei                         | Maffei                         | SLM                                             | SLM                                             |
| Baujahr(e):                    | 1882–83                        | 1886                           | 1890                           | 1890                           | 1895                                            | 1902                                            |
| Ausmusterung:                  | 1912–1923                      | 1912–1923                      | 1912–1923                      | 1912–1923                      | 1912–1923                                       | 1926–1928                                       |
| Bauart:                        | D n2                           | D n2                           | D n2                           | D n2                           | D n2                                            | D n2                                            |
| Spurweite:                     | 1435 mm (Normalspur)           | 1435 mm (Normalspur)           | 1435 mm (Normalspur)           | 1435 mm (Normalspur)           | 1435 mm (Normalspur)                            | 1435 mm (Normalspur)                            |
| Länge über Puffer:             | 14870 mm                       | 14870 mm                       | 14870 mm                       | 15314 mm                       | 15340 mm                                        | 15230 mm                                        |
| Fester Radstand:               | 3900 mm                        | 3900 mm                        | 3900 mm                        | 3900 mm                        | 3900 mm                                         | 4200 mm                                         |
| Leermasse:                     | 47,5 t                         | 47,8 t                         | 51,9 t                         | 50,4 t                         | 52,8 t                                          | 53,5 t                                          |
| Dienst- und Reibungsmasse:     | 54,0 t                         | 54,8 t                         | 58,0 t                         | 56,8 t                         | 58,2 t                                          | 60,0 t                                          |
| Radsatzfahrmasse:              | 13,5 t                         | 13,7 t                         | 14,5 t                         | 14,2 t                         | 14,6 t                                          | 15 t                                            |
| Höchstgeschwindigkeit:         | 45 km/h                        | 45 km/h                        | 45 km/h                        | 45 km/h                        | 45 km/h                                         | 45 km/h                                         |
| Treibraddurchmesser:           | 1170 mm                        | 1170 mm                        | 1170 mm                        | 1170 mm                        | 1170 mm                                         | 1230 mm                                         |
| Zylinderanzahl:                | 2                              | 2                              | 2                              | 2                              | 2                                               | 2                                               |
| Zylinderdurchmesser:           | 520 mm                         | 520 mm                         | 520 mm                         | 520 mm                         | 520 mm                                          | 520 mm                                          |
| Kolbenhub:                     | 610 mm                         | 610 mm                         | 610 mm                         | 610 mm                         | 610 mm                                          | 630 mm                                          |
| Kesselüberdruck:               | 10 atm                         | 10 atm                         | 12 atm                         | 12 atm                         | 12 atm                                          | 15 atm                                          |
| Indizierte Leistung:           | 600 PS                         | 600 PS                         | 600 PS                         | 600 PS                         | 600 PS                                          | 900 PS                                          |
| Wasservorrat:                  | 8,5 m³                         | 8,2 m³                         | 8,2 m³                         | 8,2 m³                         | 8,5 m³                                          | 9,0 m³                                          |
| Brennstoffvorrat:              | 4,5 t                          | 4,8 t                          | 4,8 t                          | 4,8 t                          | 4,5 t                                           | 5,0 t                                           |
| Bremse:                        | Spindelbremse                  | Spindelbremse                  | Spindelbremse                  | Spindelbremse                  | doppelte Westing- housebremse, Gegendruckbremse | doppelte Westing- housebremse, Gegendruckbremse |
| Besonderheiten:                |                                |                                |                                | Brotankessel                   |                                                 |                                                 |

Die D 4/4 waren Nassdampf-Schlepptenderlokomotiven der Gotthardbahn-Gesellschaft (GB), die von 1882 bis 1901 in zwei Serien von Maffei und der SLM geliefert wurden. Bei den SBB erhielten die Güterzugslokomotiven die Nummern 4101–4136 und 4001–4005.

## 1. Serie Nr. 101–136 (Maffei)

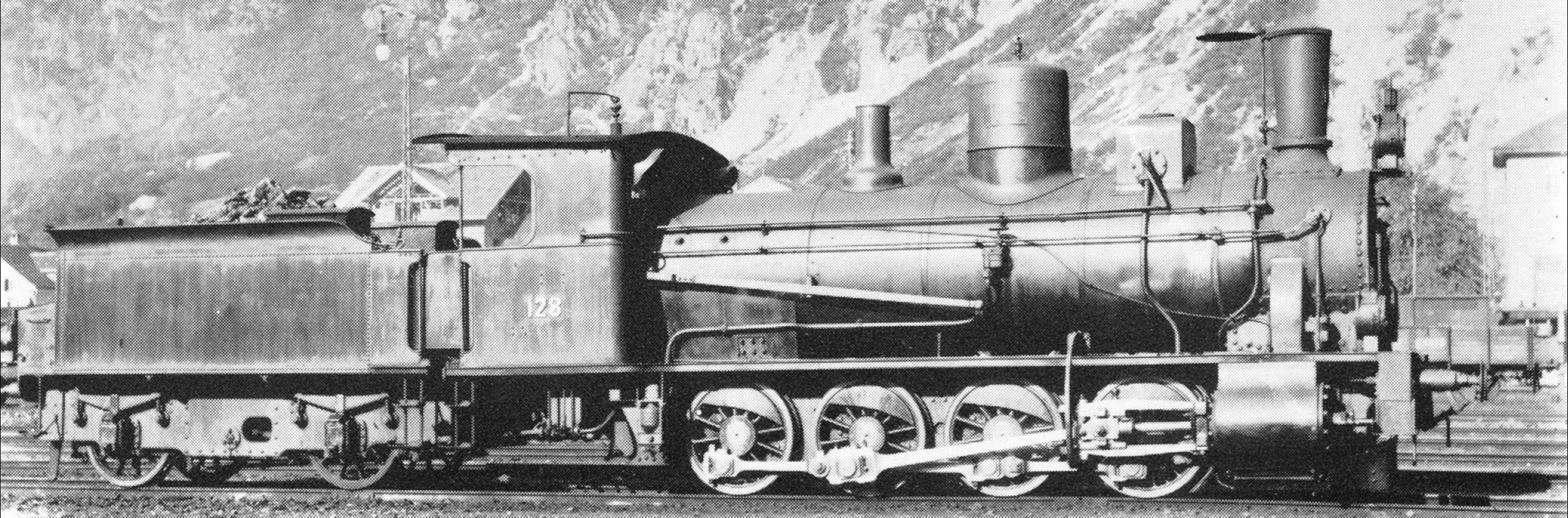
D 4/4 Nr. 128, gebaut 1890 von Maffei

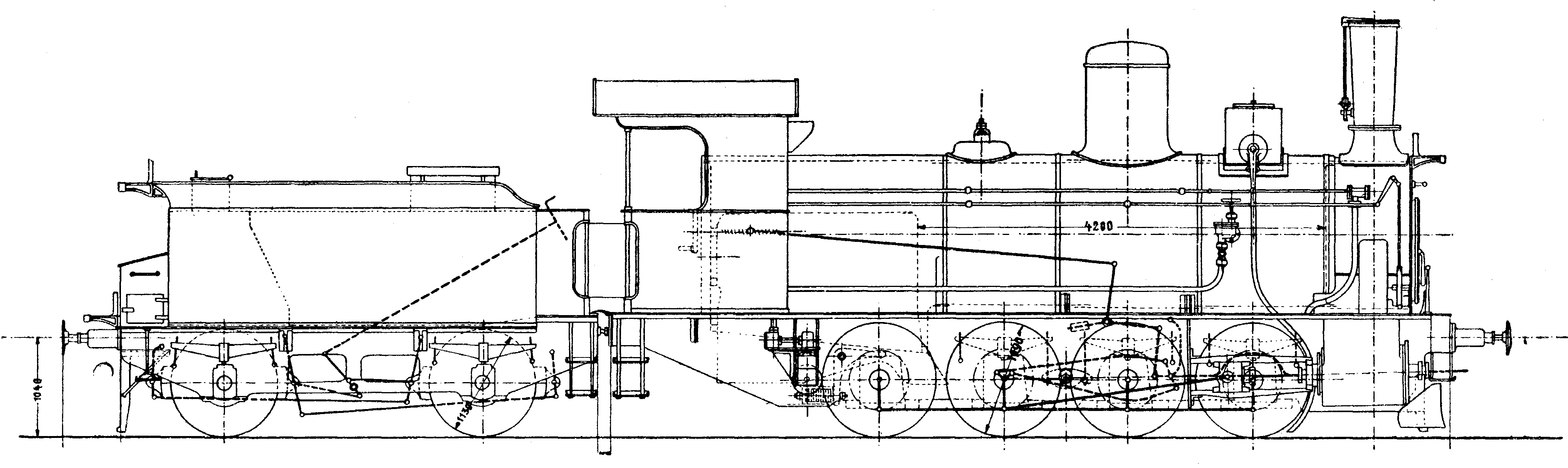
Typenskizze

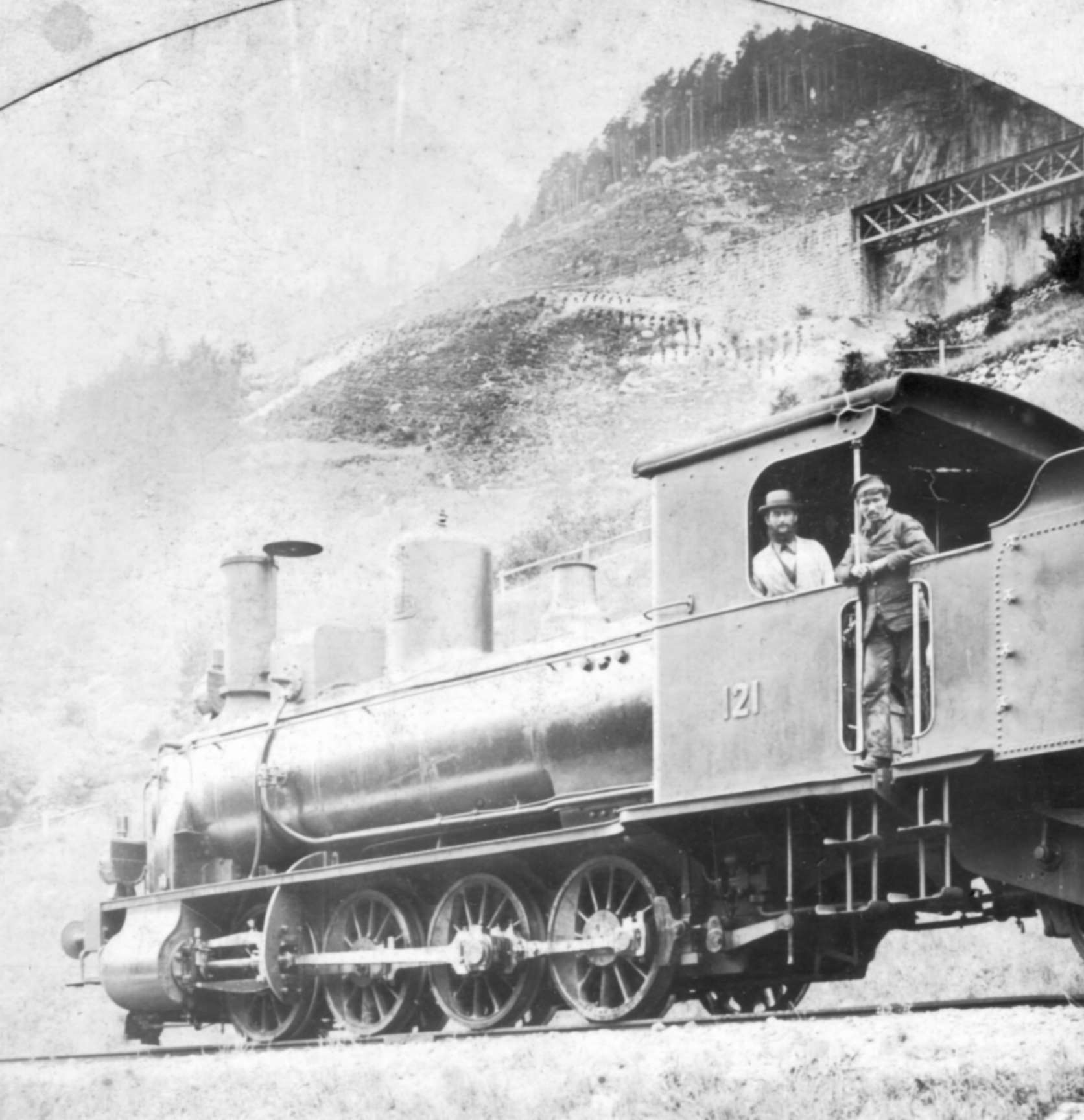
D 4/4 Nr. 121 bei Wassen

Für die Beförderung der Güterzüge auf den Bergstrecken am Gotthard und am Monte Ceneri beschaffte die Gotthardbahn-Gesellschaft ab 1882 bei Maffei in München 4/4-gekuppelte Lokomotiven mit zweiachsigem Schlepptender. Den 31 Münchner Maschinen folgten 1895 die fünf weitgehend baugleichen von der SLM in Winterthur hergestellten Lokomotiven Nr. 132 bis 136.
Konstruktiv handelte es sich um auf vier Achsen erweiterte Lokomotiven vom Typ Bourbonnais die die einzigen ihres Typs in der Schweiz bleiben sollten. Die vierachsige Bauart ohne Laufachsen erlaubte die Ausnützung des ganzen Lokomotivgewichts als Reibungsgewicht.
Trotz des langen starren Radstandes und des grossen Überhangs bewährten sich die Maschinen am Gotthard. Sie erlaubten es, eine Anhängelast von 180 Tonnen mit einer Geschwindigkeit von 45 km/h den Berg hinauf zu befördern. Die grossen Transportmengen führten dazu, dass auf den Bergstrecken für Güterzüge von 500 Tonnen Gewicht drei Lokomotiven eingesetzt wurden. Die Züge wurden mit einer D 4/4 und einer D 3/3 bespannt. Weil die damals zulässige Zughakenlast überschritten wurde, kam eine weitere D 4/4 oder D 3/3 als Schiebelokomotive zum Einsatz.
Die Lokomotiven der ersten Serie erhielten nach der Verstaatlichung bei den SBB die Nummern 4101 bis 4136.
1916 wurden 14 Lokomotiven an die ungarische Staatsbahn Magyar Államvasutak (MÁV) verkauft, die die 4102, 4104, 4106, 4118, 4110, 4111, 4117, 4122, 4119, 4120, 4109, 4123, 4126 und 4127 als 434,001–014 einreihte. Die neun Lokomotiven 434,002–006, 434,008, 434,010, 434,012 und 434,013 kamen nach dem Ersten Weltkrieg zu der rumänischen Căile Ferate Române (CFR), die anderen fünf wurden von 1952 bis 1962 ausgemustert.
Fünf weitere Lokomotiven wurden an die griechische Staatsbahn Sidirodromoi Ellinikou Kratos (SEK) verkauft, die 1922 die Lokomotiven 4105 und 4112 als Ηγ (Eta-gamma) 431 und 432 und die Lokomotiven 4130, 4134 und 4135 als Ηδ (Eta-delta) 441 bis 443 einreihte.

### Nr. 128 mit Brotankessel
Maschine Nr. 128 wurde 1907 von SLM versuchsweise mit einem Brotankessel ausgerüstet. Die damals fast ausschliesslich aus Kupfer bestehenden Feuerbüchsen sollten aus Kostengründen durch eine einfachere Bauform ersetzt werden.

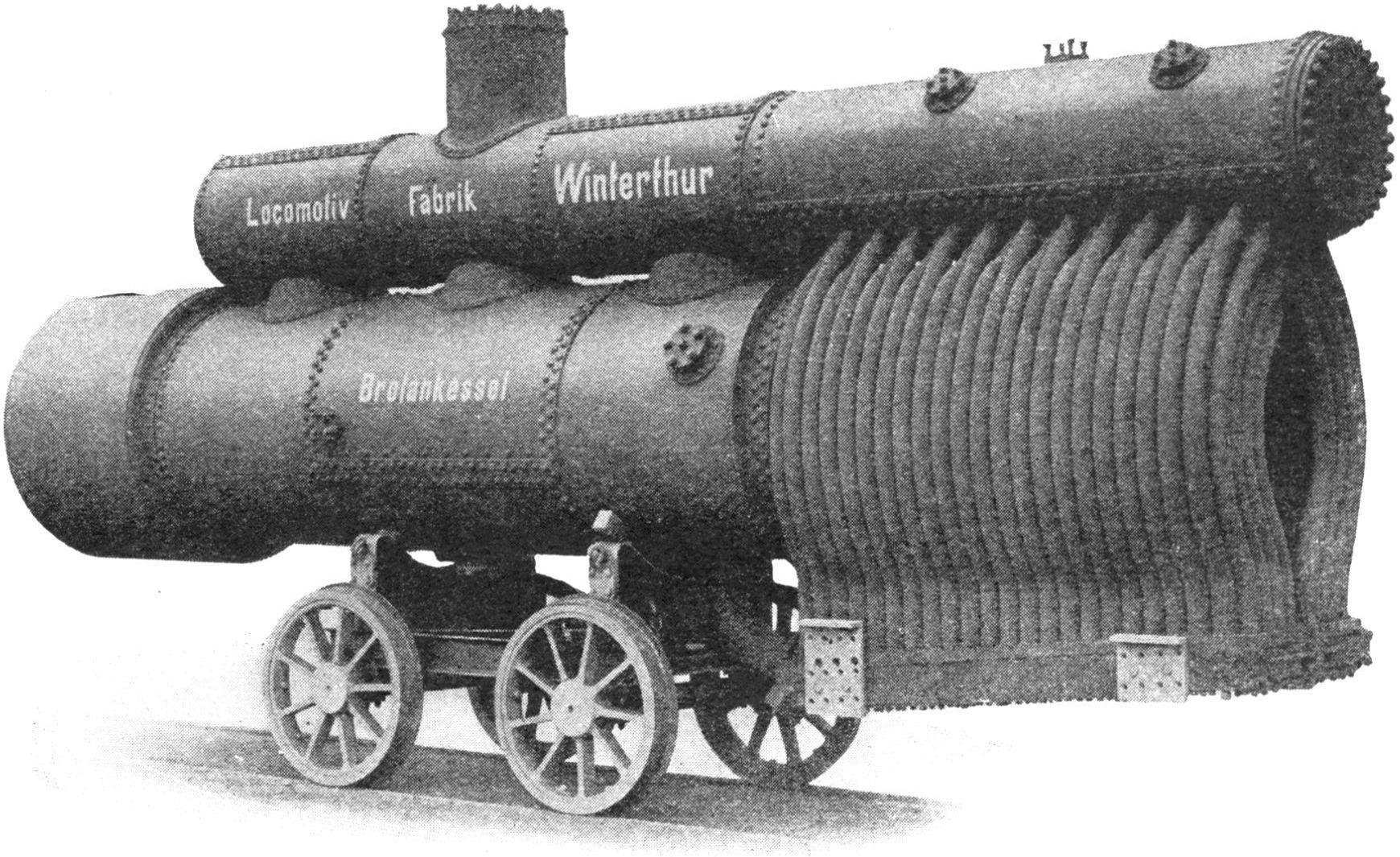
Brotankessel der Lokomotive Nr. 128
Maschine Nr. 128 mit Brotankessel
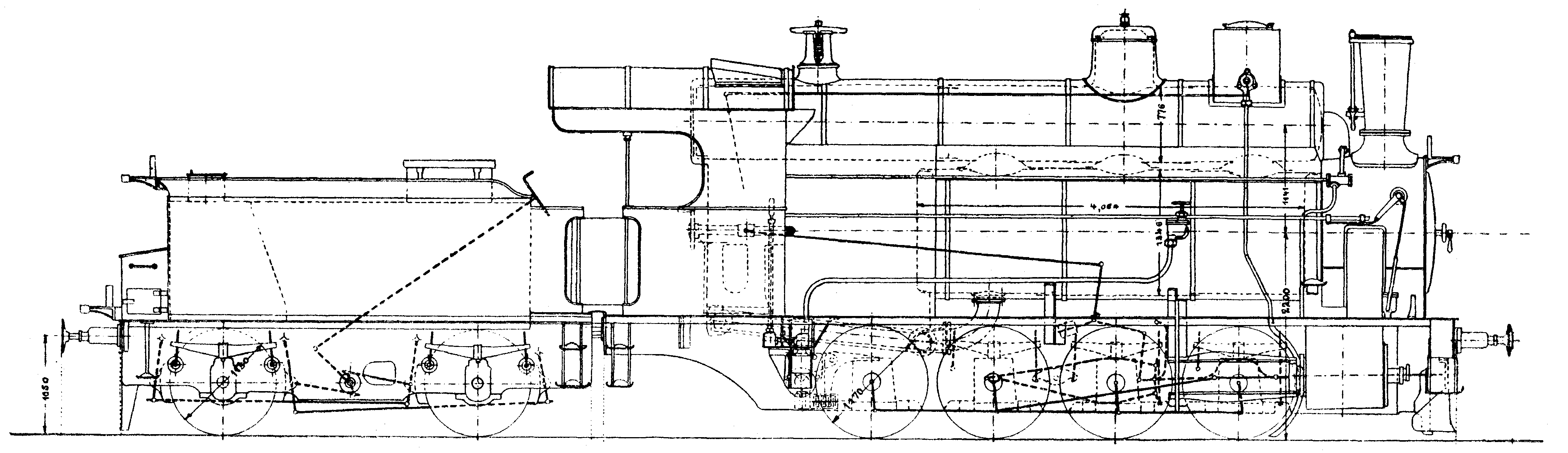
Typenskizze der Nr. 128 mit Brotankessel

## 2. Serie Nr. 141–145 (SLM)

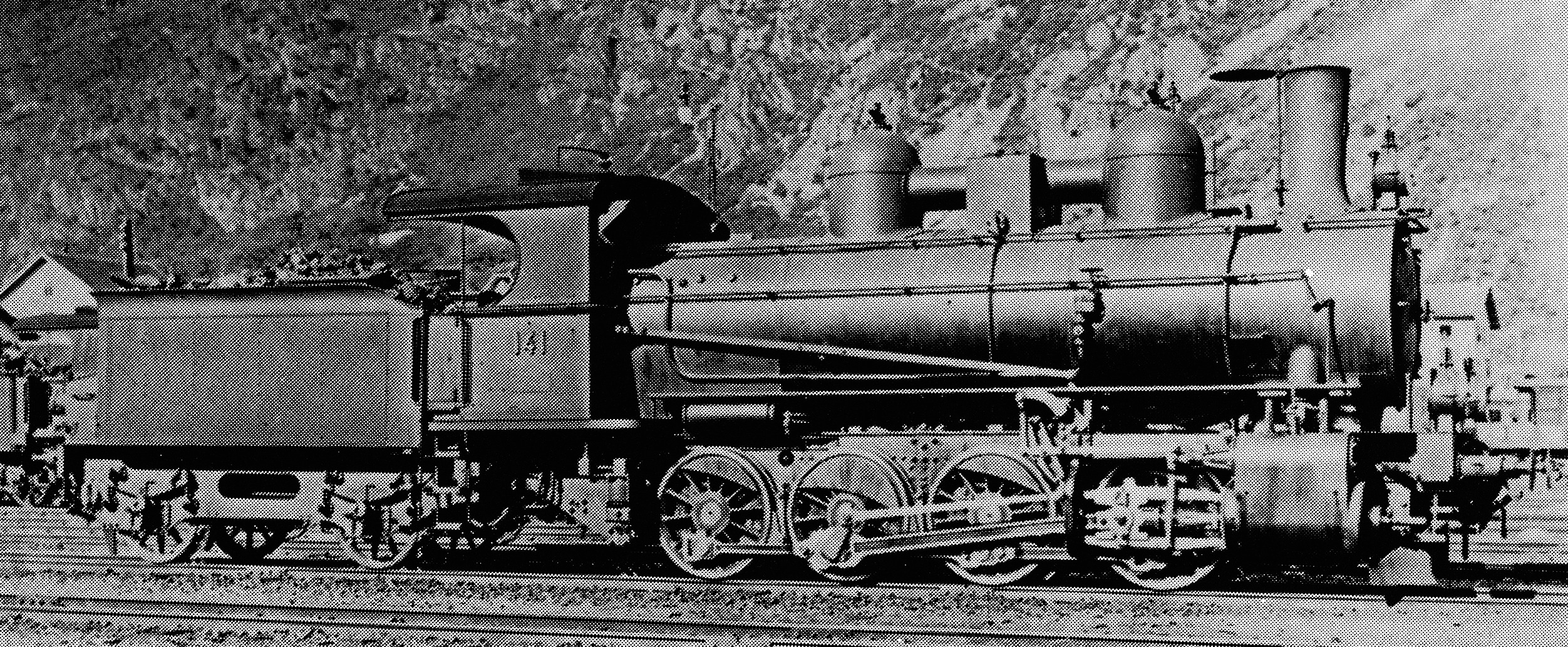
D 4/4 Nr. 141 der zweiten Serie gebaut 1901 von der SLM, Fabriknummer 1391

Die Schweizerische Lokomotiv- und Maschinenfabrik lieferte 1901 weitere fünf Maschinen einer leicht veränderten zweiten Serie Nr. 141–145.
Diese Lokomotiven erhielten 1904/05 einen Dampftrockner nach System Pielock, der zwischen 1907 und 1916 durch den wirksameren Schmidt’schen Rauchröhrenüberhitzer ersetzt wurde. Die zweite Serie hatte als einzige Ausführung in der Schweiz zwei durch ein Rohr verbundene Dampfdome. Die Lokomotiven erhielten bei den SBB die Bezeichnung D 4/4 Nr. 4001–4005.

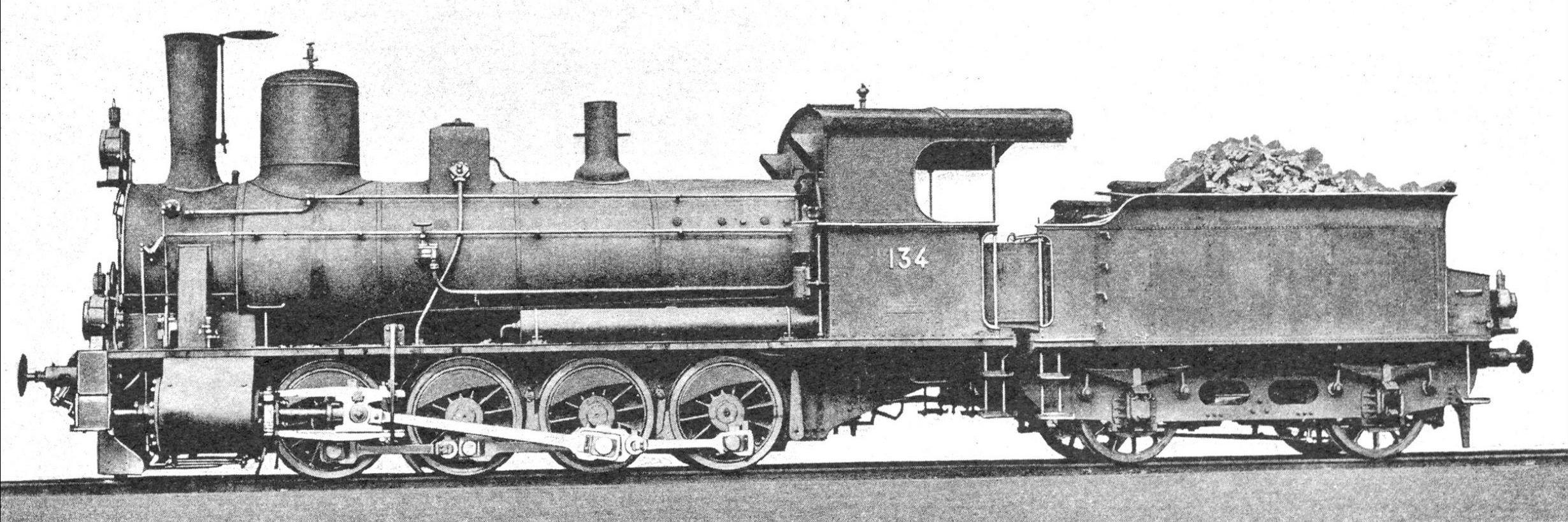
Lokomotive Nr. 134 der ersten Serie, gebaut 1895 von der SLM, Fabriknummer 941
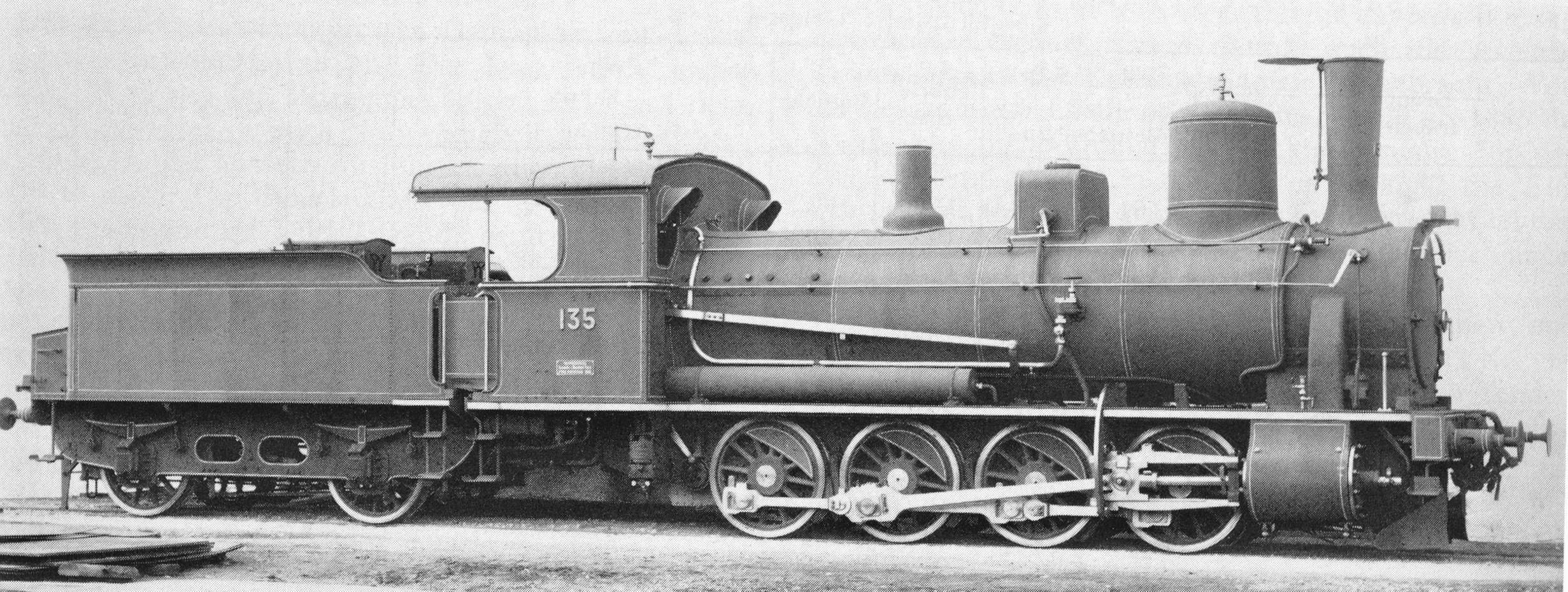
Lokomotive Nr. 134 der ersten Serie, gebaut 1895 von der SLM, Fabriknummer 942
Lokomotive Nr. 143 der zweiten Serie, gebaut 1901 von der SLM, Fabriknummer 1393
- Datenblatt der SLM